# Dederstedt
Dederstedt là một đô thị thuộc huyện Mansfeld-Südharz, Sachsen-Anhalt, Đức. Đô thị Dederstedt có diện tích 8,67 km², dân số thời điểm ngày 31 tháng 12 năm 2006 là 446 người.